# وسام الاستحقاق العسكري (بافاريا)

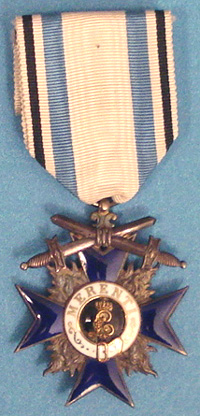

وسام الاستحقاق العسكري البافاري ( (بالألمانية: Militär-Verdienstorden)‏ في 19 يوليو 1866 من قبل الملك لودفيغ الثاني ملك بافاريا كانت الزخرفة الرئيسية للمملكة للشجاعة والجدارة العسكرية للضباط وكبار المسؤولين. كما تم تأهيل المدنيين الذين يدعمون الجيش للديكور. تم ترتيب وسام الاستحقاق العسكري أدناه من وسام ماكس جوزيف العسكري (Militär-Max-Joseph-Orden)، والذي كان أعلى تكريم عسكري للضباط في بافاريا (ومنح براءة النبلاء غير الوراثيين للضباط الذين لم يكونوا نبلاء بالفعل).

## الدرجات
بحلول الحرب العالمية الأولى (بعد مراجعة الجملة للنظام الأساسي في عام 1905 )، تطور النظام إلى الفئات التالية:
- الصليب الكبير ( Großkreuz )
- الدرجة الأولى ( 1. Klasse )
- الدرجة الثانية ( 2. Klasse )
- صليب الضابط ( Offizierskreuz )
- الدرجة الثالثة ( 3. Klasse )
- الدرجة الرابعة ( 4. Klasse )

== المستلمون البارزون ==أدولف هتلر